# Burg Skála

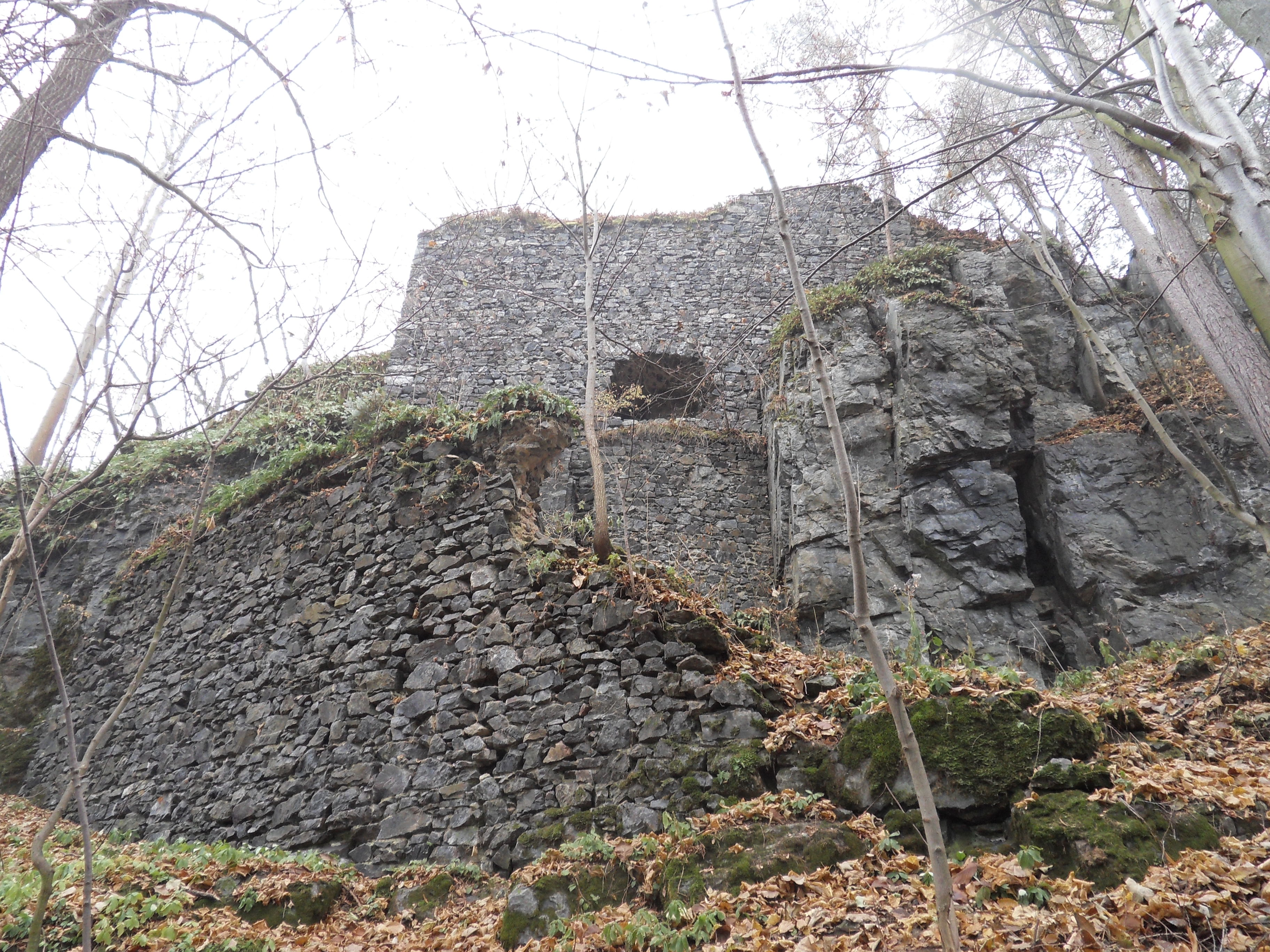
Burg Skála

Die Ruine der Burg Skála  (deutsch Burg Fels) befindet sich im Černý les, etwa einem Kilometer südlich des Dorfes Radkovice auf dem Hügel Skála in Tschechien. Sie war die Stammburg des Geschlechts vom Fels und Schwihau.
Erstmals schriftlich erwähnt wurde die Burg 1318. Es wird angenommen, dass bereits an dieser Stelle in der 2. Hälfte des 12. Jahrhunderts eine Burg bestanden hat. Die im 14. Jahrhundert durch Wilhelm von Riesenberg errichtete Anlage wurde 1399 durch Wenzel IV. eingenommen, wobei erstmals in Böhmen Kanonen zum Einsatz kamen.
Bereits vor 1427 hatte Wilhelm vom Fels, der Bruder Johann von Schwihau auf Burg Rabí, seinen Sitz von Skála nach Schwihau verlegt. Die Anlage wurde zum Schlupfwinkel für Raubgesindel und 1441 stürmten Hynko Krušin von Schwanberg und Hanns von Kolovrat gemeinsam das Raubnest. Seit 1463 galt die Burg als verlassen. Nach dem Verkauf der Herrschaft Schwihau im Jahre 1548 bestand auch von den neuen Besitzer wenig Interesse an der alten Burg, die schließlich verfiel und seit 1630 als wüst bezeichnet wurde.